# Гривня польська
Гр́ивня польська (також марка, пол. grzywna krakowska) — грошово-вагова та грошово-рахункова одиниця Королівства Польського, Русі, Великого князівства Литовського та інших слов'янських країн, земель.
В Польщі Гривня з'являється після введення її польським королем Болеславом Хоробрим в одинадцятому столітті як перша польська грошова одиниця. Як грошово-рахункова одиниця з'явилась бл. 1070 року; марка  = близько 210 г, що дорівнювало масі 240 денаріїв. Нарівні з нею існували локальні гривні. Вагове значення — термін «pondus» (маса; наприклад, «marka ponderis Cracoviensis»), рахункове, з XIV ст. — «numerus» (число, наприклад, «marka numeris Polonicalis»). Означення «вага польська» («pondus Polonicale»), або гривня (марка) польська («marka Cracoviensis») з XIII ст. було тотожним терміну «маса (вага) краківська» («pondus Cracoviense»), чи «гривня краківська» («marka Cracoviensis»).
Поділялась на менші частини: вярдунки (або фертони), скойці. 1 Гр. п. = 4 вярдунки = 24 скойці = 96 кварт.
Коли наприкінці XIV ст. маса Г. п. стала ~ 200 г, панівне становище захопили монети (празькі гроші), виник термін «Польська рахункова гривня» («numerus Polonicalis», «pagamentum Polonicale» або «numerus Cracoviensis») = 48 грошів. Набула поширення на всьому тодішньому Королівстві Польському, в тому числі на Галичині, Волині.
Нарівні з нею з кінця XIV ст. була поширена грошова одиниця копа (= 60 грошів).
З XVIII століття одиницею маси цінних металів стала кьольнська марка = 233,8 г, яку поклали в основу карбування польських монет по реформі 1766 року. На окупованих Московією землях з 1834 року її замінив москвинський фунт = 409,5 г.